# Taktika noja
Taktika noja osmi je studijski album zagrebačkog rock sastava Aerodrom, koji izlazi 2012.g. Materijal za album je snimljen u "ZG Zvuk" studiju u Zagrebu tijekom 2011. i 2012. godine, a produkciju potpisuju Jurica Pađen i Tomislav Šojat, dok se kao koproducent potpisuje Hrvoje Prskalo. Album se sastoji od trinaest skladbi, čije aranžmane potpisuju svi članovi sastava, a objavljuje ga diskografska kuća "Menart". Album tijekom 2011. i 2012. godine najavljuju spotovi za skladbe "Loše volje", "Ostani", "Duh je nestao" i "Dovela si me u red", dok u ožujku 2013. godine izlazi spot za pjesmu "Široko ti bilo polje", te spot za pjesmu "Teška vibra" u studenom iste godine. U svibnju 2014. izlazi i sedmi singl s albuma, "Mila moja", popraćen spotom. 

## Popis pjesama
1. "Taktika noja" (3:10)
2. "Mila moja" (3:22)
3. "Dovela si me u red" (2:54)
4. "Široko ti bilo polje" (4:24)
5. "Totalni lom" (4:17)
6. "Ajmo ljudi" (2:50)
7. "Luda kuja" (3:49)
8. "Teška vibra" (4:00)
9. "Zombi-Zombi" (3:38)
10. "Ostani" (3:59)
11. "Duh je nestao" (4:10)
12. "Loše volje" (3:45)
13. "Vrata vremena" (5:11)

## Izvođači
- Jurica Pađen - gitara, vokal
- Tomislav Šojat - bas-gitara, vokal
- Ivan Havidić - gitara, vokal
- Damir Medić - bubnjevi, vokal

### Gosti na albumu
- Fedor Boić - klavijature
- Zlatan Došlić - klavijature na 12.
- Davor Rodik - pedal steel gitara na 2.
- Mario Rucner - viola na 6.
- Ana Šuto, Lara Antić, Hrvoje Prskalo - prateći vokali

## Produkcija
- glazba i tekst - Jurica Pađen
- aranžmani - Aerodrom
- producenti - Jurica Pađen i Tomislav Šojat
- koproducent, tonski snimatelj i mastering - Hrvoje Prskalo
- ilustracije - Tomislav Tomić
- fotografija i likovno oblikovanje - Ljubo Zdjelarević

## Vanjske poveznice
- Službeni Instagram profil sastava
- Službeni Facebook profil sastava
- Službeni Youtube kanal sastava